# Грошев, Леонид Васильевич
Леонид Васильевич Грошев (15 марта 1907, Ивановская область ― 4 июня 1974, Москва) ― советский физик, кандидат физико-математических наук (1935), доктор физико-математических наук (1940), профессор (1946). Награждён орденом «Знак Почёта» (1945), Лауреат Государственной премии СССР (1969).

## Биография
Родился Леонид Васильевич Грошев 15 марта 1907 года в Ивановской области. В 1929 году Леонид Васильевич окончил Казанский университет. Л. В. Грошев работал преподавателем в Среднеазиатском государственном университете, Ленинградском электрофизическом институте.
С 1933 года ― Леонид Васильевич был сотрудником Физического Института АН СССР в течение 20 лет.
В 1935 году ― кандидат физико-математических наук без защиты диссертации. В 1940 году Грошев Л. В. защитил докторскую диссертацию.
В 1951 году был переведён в Институт атомной энергии им. И. В. Курчатова, с 1961 года возглавлял в ИАЭ отделом ядерной физики.
В Московском государственном университете работал профессором в 1946―1974 годах, заведующим кафедрой № 5/ядерной спектроскопии (1949―1972) физического факультета. Леонид Васильевич был заведующим лабораторией ядерной спектроскопии Научно-исследовательского института ядерной физики.
В годы Великой Отечественной войны Леонид Васильевич Грошев занимался оборонной тематикой. Л. В. Грошев участвовал в исследованиях размножения нейтронов в уран-графитовых системах, результаты этих работ использовались при создании первых атомных реакторов.
Профессор Грошев Л. В. с 1953 года проводил фундаментальные исследования спектров гамма-квантов радиационного захвата тепловых нейтронов ядрами, эти работы принесли Леониду Васильевичу наибольшую известность. Под руководством Грошева Леонида Васильевича был издан атлас спектров гамма-квантов радиационного захвата тепловых нейтронов, который до сих пор является настольной книгой специалистов ядерщиков.
Работы профессора Л. В. Грошева были высоко оценены: в 1965 году был избран членом Датской академии; в 1969 году за цикл работ по изучению спектров гамма-квантов от захвата нейтронов авторский коллектив под руководством Леонида Васильевича Грошева был удостоен Государственной премии СССР.
В Московском государственном университете профессор Л. В. Грошев читал курсы: «Введение в физику ядра», «Физика нейтронов», «Ядерная спектроскопия».
Скончался Леонид Васильевич Грошев 4 июня 1974 года в городе Москве, похоронен на Новодевичьем кладбище.

## Заслуги
- Орден «Знак Почёта» (1945),

- Государственная премия СССР (1969).

## Область научных интересов
- Ядерная физика.

## Основные труды
- Ионизационные методы исследования излучений (соавт., 1949),

- Спектроскопия атомных ядер (совм. с И. С. Шапиро, 1952),

- Атлас спектров гамма-лучей радиационного захвата тепловых нейтронов (соавт., 1958).

Монографии
- Экспериментальные методы ядерной физики	(1940),

- Магнитный гамма-спектрометр с высокой разрешающей способностью	(1959),

- Спектры γ-лучей, возникающих при захвате тепловых нейтронов ядрами (1960).